# Bernie Wolfe
Bernard Ronald „Bernie“ Wolfe (* 18. Dezember 1951 in Montreal, Québec) ist ein ehemaliger kanadischer Eishockeytorwart, der im Verlauf seiner aktiven Karriere zwischen 1972 und 1979 unter anderem 120 Spiele für die Washington Capitals in der National Hockey League (NHL) bestritten hat.

## Karriere
Wolfe verbrachte einen Teil seiner Juniorenzeit zwischen 1972 und 1974 an der Sir George Williams University, mit deren Eishockeymannschaft er am Spielbetrieb der Canadian Interuniversity Athletics Union (CIAU) teilnahm. Der Torwart erhielt schließlich im Oktober 1974 als ungedrafteter Free Agent ein Angebot der neu gegründeten Washington Capitals aus der National Hockey League (NHL).
Nachdem der Kanadier in der Saison 1974/75 bei den Maine Nordiques in der North American Hockey League (NAHL) und den Richmond Robins in der American Hockey League (AHL) eingesetzt worden war, schaffte der Schlussmann zur Saison 1975/76 den Sprung in den Kader Washington Capitals. Dort bildete er in den ersten beiden Jahren ein nahezu gleichberechtigtes Torhüterduo mit Ron Low. In den folgenden Spielzeiten fungierte Wolfe als Ersatzmann von zunächst Jim Bedard und anschließend auch Gary Inness, wodurch er immer weniger Einsatzzeiten erhielt. Nach der Saison 1978/79 beendete der 27-Jährige seine aktive Karriere nach 120 NHL-Spielen, von denen er 20 gewann.
Mehr als zehn Jahre nach seinem Rücktritt versuchten die Washington Capitals den mittlerweile 40-Jährigen vor dem NHL Expansion Draft 1992 unter Vertrag zu nehmen, um ihn so als Torhüter für den Draft freizustellen. Wolfe willigte dazu auch ein, allerdings untersagte die Ligaleitung der NHL die offensichtliche Umgehung der Draftregularien, woraufhin die Capitals Steve Weeks verpflichteten.

## Erfolge und Auszeichnungen
- 1973 QUAA First All-Star Team
- 1974 QUAA First All-Star Team
- 1974 CIAU First All-Star Team

## Karrierestatistik
(Legende zur Torhüterstatistik: GP oder Sp = Spiele insgesamt; W oder S = Siege; L oder N = Niederlagen; T oder U oder OT = Unentschieden oder Overtime- bzw. Shootout-Niederlage; Min. = Minuten; SOG oder SaT = Schüsse aufs Tor; GA oder GT = Gegentore; SO = Shutouts; GAA oder GTS = Gegentorschnitt; Sv% oder SVS% = Fangquote; EN = Empty Net Goal; 1 Play-downs/Relegation; Kursiv: Statistik nicht vollständig)